# Пијетисти
Пијетисти су на пољу народног образовања у Немачкоју у XVII веку имали значајну улогу. Они су се одвојили од ортодоксног протестантизма и заговарали религиозни живот, не на догматски начин, већ у непосредној повезаности и љубави према ближњима. Да би привукли широке масе, пијетисти су отварали домове школе за сиромашну децу.

## Представник
Један од најважнијих представника пијетизма био је Август Франке (1663—1727), који је као професор на универзитету држао катедру грчког и јеврејског језика. Његова велика заслуга је што је при црквама оснивао школе за сиромашну децу, затим сиротињске домове, и грађанске школе за мало имућније грађане. Оснивао је и средње школе (педагогије) намењене сиромашном племству, али и учитељске школе за спремање народних учитеља, тако да је то била читава мрежа разних школа: 
- учитељска школа,
- педагогија,
- латинска школа,
- грађанске немачке школе,
- сиротињски домови.[1]

## Идеја пијетиста
Пијетисти су полазили од идеје о урођеној грешнности човека против које се треба борити путем хришћанског васпитања. То је подразумевало извесне елементе аскетизма и мрачних погледа на земаљски живот човека. У складу са таквим пијетистичким тежњама њихове школе нису признавале празнике и недеље, а деци су забрањивали игре. Посматрано са овог становишта пијетистичка делатност имала је реакционарни карактер, али су поред свих недостатака ове установе биле много боље од сличних институција тог времена. У Франкеовим школама обраћала се пажња реалном знању, за ученике су правили систематске екскурзије, водили децу у радионице, у оквиру наставе физике вршили огледе, тако да се и поред јаче верске наставе, њихов педагошки рад сматра веома прогресивним.